# プリンスチャールズ島

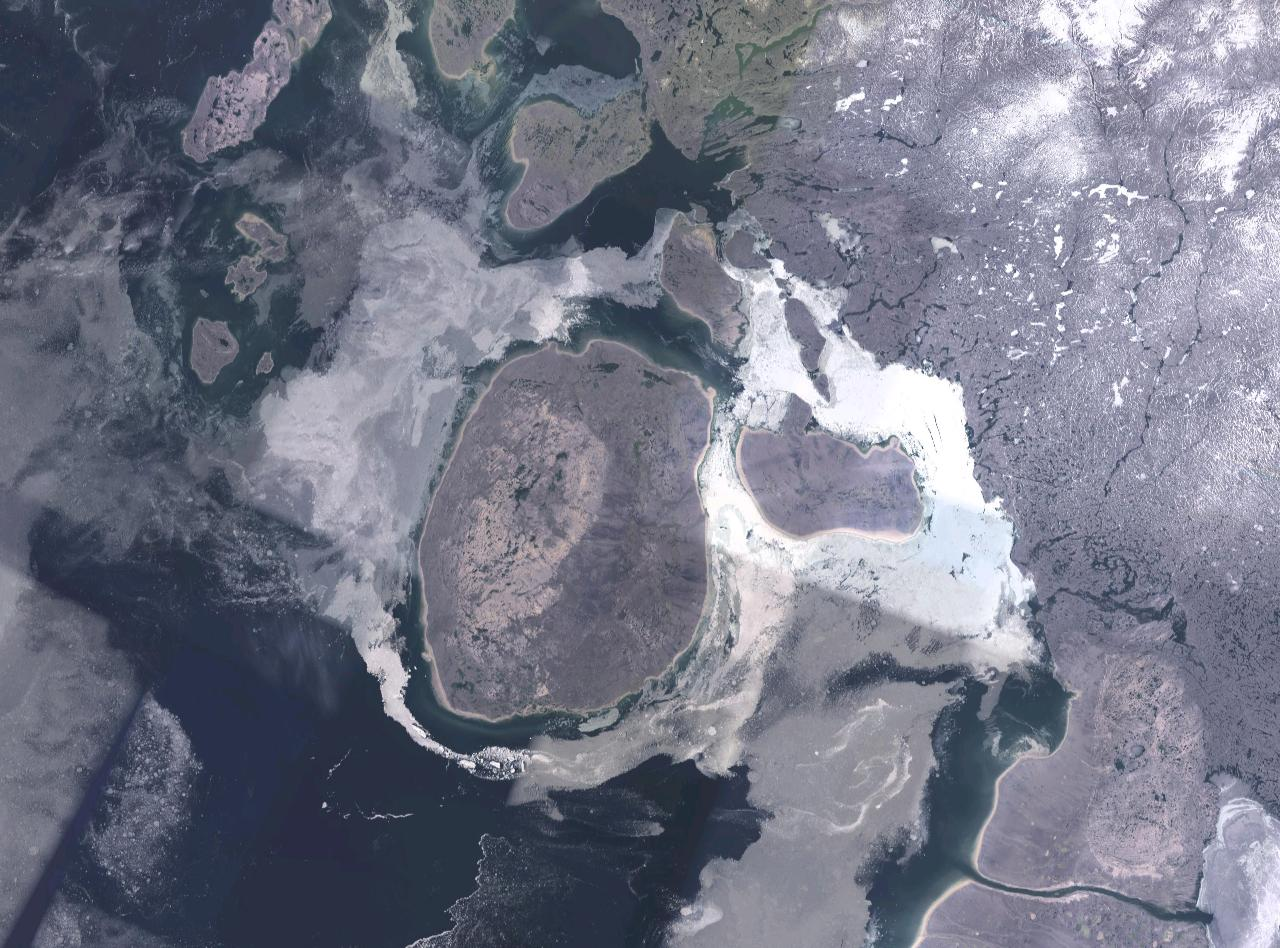
プリンスチャールズ島の衛星写真（中央）

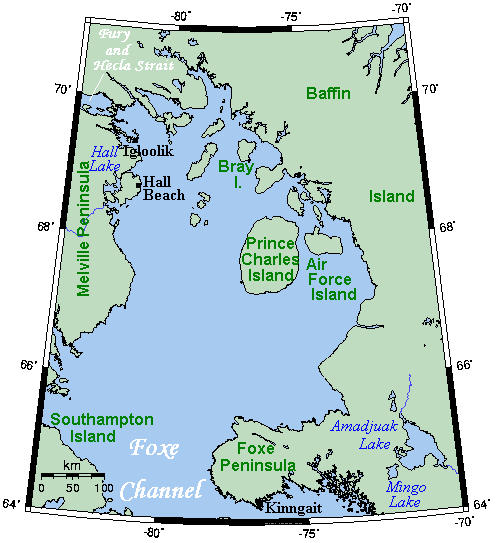
周辺地図

プリンスチャールズ島（Prince Charles Island）は、カナダのヌナブト準州に属する島。バフィン島の南西海岸沖合いに位置し、フォックス湾の北東領域にある、海岸線の凹凸に乏しい楕円形の島。土地の起伏がほとんどなく、島全体が低地になっている。面積9,521km2は世界で78番目、カナダでは19番目の大きさにあたる。無人島。
近隣の島には、東のエアフォース島や北のフォーリー島などがある。
その面積（青森県とほぼ等しい）にもかかわらず発見が遅れ、1948年、カナダ空軍のAlbert-Ernest Tomkinsonが上空から初めて確認した。
島の名前は、この年に誕生したチャールズ3世に由来している。